# Microstroma ruizii-belinii
Microstroma ruizii-belinii är en svampart som beskrevs av H.C. Evans, G. Carrión & Ruiz-Belin 1995. Microstroma ruizii-belinii ingår i släktet Microstroma och familjen Microstromataceae.   Inga underarter finns listade i Catalogue of Life.